# إليوت كاسترو
إليوت كاسترو (بالإنجليزية: Elliott Castro)‏ هو مؤرخ أمريكي، ولد في 17 فبراير 1949، وتوفي في 23 يوليو 2017.